# BBC Radio nan Gàidheal
BBC Radio nan Gàidheal és l'emissora de la BBC en gaèlic escocès. També es pot escoltar des de la televisió digital terrestre i DAB. BBC Radio nan Gàidheal també emet a BBC Alba les hores que no s'emet contingut televisiu.

## Història
A Escòcia s'ha emès programació en gaèlic escocès des de l'any 1923, i el departament d'aquesta llengua a la BBC es va establir el 1935. Radio Highland produïa una gran varietat de continguts en gaèlic (Radio na Gàidhealtachd) i el 1979 el servei en gaèlic Radio nan Eilean es va establir a Stornoway. El 1985 aquests dos serveis separats es van unir donant lloc a Radio nan Gàidheal.

## Cobertura
Radio nan Gàidheal s'ajunta al senyal d'FM de BBC Radio Scotland quan tanca la transmissió'. La freqüència radiofònica de l'emissora s'empra també per partits extra de futbol de Sportsound cada dissabte a la tarda.
Actualment la ràdio emet sovint partits importants de futbol escocès amb comentaris gaèlics.

## Programes

### Aileag
Aileag és un programa infantil que emet música moderna i música cèltica, entrevistes i informació en general. És un programa setmanal que s'emet els divendres i es reemet els dissabtes. Aileag es produeix des de l'estudi de la BBC a Stornoway, i va començar les seves emissions l'any 1992. Les seves presentadores són Karen Mhoireasdan i Janice Anne Mackay.

### Aithris na Maidne
Aithis na Maidne és un programa matinal de notícies i afers d'actualitat. Presentat per Seumas Dòmhnallach, Dòmhnall Moireasdan, Iain MacIlleathain, Angela NicIlleathain i Innes Rothach. S'ocupa d'una gran varietat de notícies, compaginant notícies nacionals, internacionals, de les Terres altes d'Escòcia i de les Hèbrides Exteriors, així com de notícies d'interès per la comunitat gaèlicoparlant. Aithris na Maidne s'emet de dilluns a divendres de 07.30 am a 09.00 am.

### A' Mire ri Mòir
Mòrag Dhòmhnallach presenta A' Mire ri Mòir amb música tradicional gaèlica i conversa general cada dia des de l'estudi de la BBC a Inverness.

### Caithream Ciùil
Caithream Ciùil és un programa diari que emet cada tarda música celta i entrevistes amb músics cèltics des de l'estudi de Stornoway.

### Coinneach MacIomhair
Coinneach MacIomhair és un programa temàtic amb reflexions informals, debats i discussió sobre les notícies. És presentat per Kenneth Maciver des de l'estudi de Stornoway

### Fàilte air an Dùthaich
"Fàilte air an Dùthaich" (Benvingut al país) posa música country des de Ness fins a Nashville i s'emet cada setmana des de l'estudi de Radio nan Gàidheal de Pacific Quay a Glasgow.

### Dèanamaid Adhradh
Dèanamaid Adhradh és un programa religiós setmanal que s'emet des de Skye.

### Mac'illeMhìcheil
Iain Mac'illeMhìcheil presenta Mac'illeMhìcheil setmanalment des de l'estudi de Glasgow. Es tracta d'un programa de música country i gaèlica, amb la presència de convidats.

### Na Dùrachdan
Na Dùrachdan (Els desitjos) és un programa musical al qual els espectadors poden sol·licitar cançons per telèfon, internet i e-mail. Es presenta des d'Inverness.

### Spòrs na Seachdain
Spòrs na Seachdain (Esport setmanal) és un programa setmanal d'esports. Emet esport local, nacional i internacional, i és presentat per John Morrison. Es presenta des dels estudis de Pacific Quay. Alguns presentadors convidats inclouen Derek Murray, antic reporter d'Eòrpa i comentarista de Spòrs, i Ailig O'Henley and Ailean "Shabby" Macdonald.